# 王健任
王健任（英語：Johnny Wang），臺灣舞台劇編劇。畢業於國立臺北藝術大學-劇場藝術創作研究所(劇本創作組)，2015年加入嚎哮排演成為駐團編劇。
2021年成立個人工作室「狼鯨鶴編劇工作室」，工作室總監是一隻叫「KING醬」的貓。

## 劇場編導作品

### 嚎哮排演
| 年份 | 劇目                          | 首演地點                   |
| 2017 | 《兇宅II》                    | 臺中國家歌劇院小劇場       |
| 2017 | 《亞歌號英雄記》              | 臺中市私立明道高級中學     |
| 2017 | 《亞哥出任務》                | 中正紀念堂演藝廳           |
| 2018 | 《太空救援：果頭計畫》        | 臺南人戲花園 321巷藝術聚落 |
| 2019 | 《兇宅 III：終菊之戰》        | 臺中國家歌劇院小劇場       |
| 2019 | 《兇宅》實境拍攝實驗秀        | 思劇場                     |
| 2020 | 《東意在哪裡》                | 國家戲劇院實驗劇場         |
| 2020 | 《幕後七日》                  | 國家戲劇院實驗劇場         |
| 2021 | 《往日時光─30年劇場梭時導覽》 | 國家戲劇院                 |
| 2021 | 《茱羅記公演》                | OPENTIX Live               |
| 2021 | 《兇宅III：終菊之戰》         | 臺北水源劇場               |
| 2021 | 《全家都去你家》              | 臺北水源劇場               |
| 2021 | 《啞侍改了一改再改》          | 臺北水源劇場               |

### 貪食德工作室
| 年份 | 劇目                  | 首演地點             |
| 2018 | 《馬爾他的時報鷹》    | 納豆劇場             |
| 2019 | 《陰間條例 x 冥戰錄》 | 臺北水源劇場         |
| 2021 | 《過氣英雄傳》        | 臺灣戲曲中心小表演廳 |
| 2022 | 《陰間條例 x 冥戰錄》 | 臺北水源劇場         |

### 台南人劇團
| 年份 | 劇目                                    | 首演地點     |
| 2018 | 《在世界中心叫不到計程車—於是改搭Uber》 | 淡水雲門劇場 |
| 2019 | 《浮生若夢之二手時代》                  | 淡水雲門劇場 |

### 個人作品
| 年份 | 劇目                               | 首演地點                  |
| 2015 | 《拳難．拳難》讀劇呈現             | 松山文創園區LAB創意實驗室 |
| 2016 | 《只要第二件，通通都半價》讀劇呈現 | 飛頁書餐廳                |
| 2021 | 《健貨 FITCHES》                   | 沐鴉咖啡                  |

### 盜火劇團
| 年份 | 劇目                 | 首演地點           |
| 2017 | 《過氣英雄傳》       | 高雄駁二正港小劇場 |
| 2019 | 《電話客服》讀劇呈現 | 藝風巷2樓展演空間  |

### 仁信合作社劇團
| 年份 | 劇目         | 首演地點               |
| 2015 | 《客制不住》 | 台北市客家音樂戲劇中心 |

### C'Musical製作
| 年份 | 劇目             | 首演地點             |
| 2020 | 《我的上海天菜》 | 新北市藝文中心演藝廳 |

### 不可無料劇場
| 年份 | 劇目                    | 首演地點         |
| 2020 | 《老池攝交場-尬游派對》 | 臺東舊縣立游泳池 |

### 刺點創作工坊
| 年份 | 劇目                                                      | 首演地點             |
| 2021 | 《抓狂超商》【NTT+ ×中國信託─音樂劇人才培育工程】讀劇呈現 | 臺中國家歌劇院小劇場 |

### 阮劇團
| 年份 | 劇目                                         | 首演地點                 |
| 2021 | 《那棟鬧鬼的透天厝》【劇本農場VIII】讀劇呈現 | 嘉義縣表演藝術中心演藝廳 |

### On Stage - 表演藝術工作坊
| 年份 | 劇目                                     | 首演地點 |
| 2015 | 《看！我的左臉比較光滑YO》2015台北藝穗節 | 索引文創 |

### 真雲林閣掌中劇團
| 年份 | 劇目               | 首演地點             |
| 2022 | 《汪洋中的一條船》 | 臺灣戲曲中心多功能廳 |

### 蘇俊穎木偶劇團
| 年份 | 劇目                       | 首演地點              |
| 2022 | 《大白雪戰記之皇后的復仇》 | 大稻埕碼頭5號水門廣場 |

## 出版作品

### 書籍
| 年份   | 書名                                                     | 出版社                         | ISBN               |
| 2015年 | 《戲劇劇本館：第一屆全球泛華青年劇本創作競賽得獎作品集》 | 國立中央大學黑盒子表演藝術中心 | ISBN 9789860473858 |
| 2020年 | 《過氣英雄傳》                                           | 黑白文化編輯部                 | ISBN 9789869935739 |
| 2020年 | 《陰間條例冥戰篇》                                       | 黑白文化編輯部                 | ISBN 9789869935722 |
| 2020年 | 《盜火劇團華文劇本Lab編劇實驗室計畫劇本集 I》            | 盜火劇團                       | ISBN 9789869439626 |
| 2022年 | 《阮劇團2020劇本農場劇作選VIII》                         | 遠景                           | ISBN 9789573911470 |